# Naja nivea
La cobra del Cap (Naja nivea) és una espècie de serp de la famila dels elàpids, pròpia de les regions australs del continent africà.

## Aparença
La cobra del Cap, igual que moltes espècies del gènere Naja, té una longitud mitjana màxima d'un metre i mig.
Si bé predominen les tonalitats clares uniformes per al cos d'aquest animal (d'allí el qualificatiu nivea, del color de la neu), es troben exemplars groguencs, daurats, vermellosos, ocres i negres.
Un tret distintiu de l'espècie és la forma i dimensions del cap, sent la mateixa més gran i ampla que en unes altres cobres.
Com tota cobra, desplega la caputxa que s'estén entre el cap i el coll de l'animal, quan se sent amenaçada o es troba alterada.
Els ulls són relativament grans i, a diferència de molts rèptils, amb una pupil·la rodona.

## Dispersió geogràfica
En estat silvestre, la cobra del Cap es troba a Sud-àfrica, Lesotho, Botswana i Namíbia, amb preferència en terrenys secs.
Encara que són, eminentment, terrícoles, tenen gran habilitat per grimpar i encimbellar-se en la copa dels arbres.

## Hàbits
Es troben actives tant de dia com de nit (és a dir: té hàbits tant diürns com nocturns). Tot i això tendeixen a ser més actives de dia, depenent la seva activitat de la temperatura ambient més que de la lluminositat solar.

## Alimentació
La dieta de la Naja nivea es basa en petits vertebrats (principalment, rosegadors i rèptils, incloses petites serps) i, en menor mesura, invertebrats.

## Reproducció
Són animals de reproducció ovípara. Una vegada fertilitzada, després de l'aparellament, la femella fa una posta, que oscil·la entre 8 i 20 ous, de forma més allargada que ovoide. La incubació d'aquests ous, efectuada per mitjà de la calor dels raigs solars, triga, aproximadament, entre set i vuit setmanes, al cap de les quals neixen les cries, de al voltant de trenta centímetres.

## Toxicitat
Com la majoria de les cobres, la Naja nivea posseeix una mossegada altament tòxica, sent la responsable del major nombre de víctimes fatals entre les serps de Sud-àfrica.